# Kenjac (filme)
Kenjac é um filme de drama croata de 2009 dirigido e escrito por Antonio Nuić. Foi selecionado como representante da Croácia à edição do Oscar 2010, organizada pela Academia de Artes e Ciências Cinematográficas.

## Elenco
- Nebojša Glogovac - Boro
- Nataša Janjić - Jasna
- Ljubo Kapor - Ante
- Asja Jovanović - Tetka
- Tonko Lonza - Pasko
- Emir Hadžihafizbegović - Petar
- Roko Roglić - Luka
- Trpimir Jurkić - Iko
- Gordana Boban - Danica